# خاندان آبه
خاندان آبه (به ژاپنی: 安倍氏 Abe-shi) یکی از قدیمی‌ترین خاندان‌های بزرگ در ژاپن است. این خاندان در طول دوره سنگوکو و دوره ادو باقی ماند. گفته می‌شود که خاستگاه خاندان از یاماتو است؛ آنها در دوره هی‌آن (۷۹۴–۱۱۸۵) اهمیت ویژه‌ای یافتند و در قرن هجدهم با تجدید حیات روبرو شدند. البته در دورهٔ مدرن در ژاپن، «آبه» نام خانوادگی بسیار رایجی است؛ لذا هرکسی با این نام لزوماً از نسل این خاندان آبه نیست.